# Lillsjön (Vilhelmina socken, Lappland, 715443-154308)
Lillsjön är en sjö i Vilhelmina kommun i Lappland och ingår i Ångermanälvens huvudavrinningsområde. Sjön har en area på 0,134 kvadratkilometer och ligger 343,3 meter över havet.

## Delavrinningsområde
Lillsjön ingår i det delavrinningsområde (715464-154612) som SMHI kallar för Inloppet i Meselet. Medelhöjden är 361 meter över havet och ytan är 20,22 kvadratkilometer. Räknas de 710 avrinningsområdena uppströms in blir den ackumulerade arean 7 851,85 kvadratkilometer. Avrinningsområdets utflöde Ångermanälven mynnar i havet. Avrinningsområdet består mestadels av skog (73 procent) och sankmarker (12 procent). Avrinningsområdet har 1,79 kvadratkilometer vattenytor vilket ger det en sjöprocent på 8,8 procent.